# مضافة
المَضافَة هي غرفة الضيوف أو الاجتماعات أو الاستقبال في بعض لهجات العراق وسورية وفلسطين والأردن، استعملَ الكلمةَ تنظيمُ الدولة الإسلامية (داعش) وتنظيم القاعدة بمعنى غرفة ضيافة ومقر ومعسكر تدريب وقاعة مبيت رجالية أو نسائية. المضافة التقليدية هي غرفة، سواء قديمة أو حديثة، ثم تعددت عندهم أشكالها، بعضها جحور تحت الأرض، وبعضها يشبه الأكواخ، تُغطّى بسعف النخيل ليستره عن أعين الطائرات. وفي زاوية إربد التابعة لطريقة القاسمي الصوفية، تُستعمل كلمة مضافة بمعنى «خلوة» وهي غرفة صغيرة بجانب محراب المُصلى.

## الوصف
تُبْنَى المضافة في بيت شيخ القرية، ويجتمع هو ورجال قريته ليتسامروا أو يتناقشوا في شؤونهم أو يحلّوا نزاعاتهم، ولا يؤذن للنساء بالدخول.
وفي الريف السوري، لم تكن المضافات مكاناً لاجتماع وجهاء القرية فحسب، بل كانت محكمةً للفصل بين المتخاصمين من الأهالي، يُحكم بها وفقاً للعرف، كما كانت كدار استراحة للضيوف والغرباء. وكان في مدينة إربد مضافة لكل عشيرة من عشائرها.

## وصلات خارجية
- المضافة.. محكمة أهل القرية